# Saint-Sulpice-le-Verdon
Pour les articles homonymes, voir Saint-Sulpice.
Saint-Sulpice-le-Verdon est une ancienne commune française située dans le département de la Vendée en région Pays-de-la-Loire.
Au 1er janvier 2016, elle devient l’une des 3 communes déléguées de Montréverd.

## Géographie

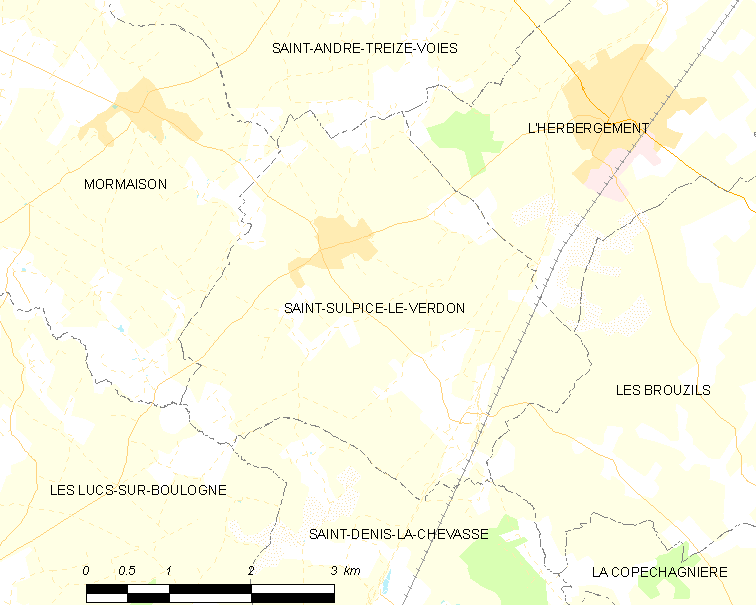
Carte de la commune de Saint-Sulpice-le-Verdon.

### Localisation
Les communes limitrophes de Saint-Sulpice-le-Verdon sont Saint-André-Treize-Voies (Montreverd), L'Herbergement, Les Brouzils, Saint-Denis-la-Chevasse, Les Lucs-sur-Boulogne et Mormaison (Montreverd).
|                                 | Saint-André-Treize-Voies (Montréverd) (4.5 km) | L'Herbergement (3.7 km) |
| Mormaison (Montréverd) (2.7 km) | Saint-Sulpice-le-Verdon (Montréverd)           | Les Brouzils (7.7 km)   |
| Les Lucs-sur-Boulogne (7.9 km)  | Saint-Denis-la-Chevasse (9.1 km)               |                         |

Le territoire municipal de Saint-Sulpice-le-Verdon s’étend sur 1 408 hectares. L’altitude moyenne de la commune est de 67 mètres, avec des niveaux fluctuant entre 54 et 74 mètres,.
La commune se situe dans le Haut-Bocage vendéen.

A environ 22 minutes de La Roche-sur-Yon par la D763.
A environ 35 minutes par l'A83, à 42 minutes par la D937 ou à 44 minutes par la D17 et D937 pour Nantes.
A environ 15 minutes de Montaigu par la D763.

## Histoire
Saint-Sulpice-le-Verdon doit son nom au patronage d'une chapelle dédiée depuis 1182 à saint Sulpice, évêque de Bourges (mort en 591). Quant au surnom « Verdon » (viridis : vert, verdoyant) ajouté à Saint-Sulpice, il tirait son origine d'un pré placé dans le fief de la Chabotterie, appelé « Pré Verdon ». C'est là l'hypothèse la plus vraisemblable avancée par Alain de Goué dans sa Monographie de Saint-Sulpice-le-Verdon. L'histoire de Saint-Sulpice est marquée essentiellement par les guerres de Vendée et en particulier, la prise du général Charette le 23 mars 1796 dans le bois de la Chabotterie. 
Un ancien château-fort aujourd'hui disparu au lieu-dit la Bégaudière abritait autrefois des seigneurs protestants, la famille Bégaud, dont Jean Bégaud converti à la religion calviniste. Son fils épouse Marguerite de Machecoul dont le père et les frères comptent parmi les chefs protestants du Bas-Poitou. Le 16 septembre 1574, lors de la reprise de Fontenay-le-Comte par les catholiques, il est fait prisonnier et son château laissé sans défense est attaqué et incendié. Toujours d'après Alain de Goué, au début du XIXe siècle, les métayers vinrent chercher les pierres du château détruit pour la reconstruction de leurs granges et de leurs étables. Ces pierres existent encore, il y en a  par exemple à la ferme du Badreau.

## Emblèmes

### Héraldique
| Blason | Blasonnement : De sinople à la croix haussée alésée fleurdelysée d'or, cantonnée en chef à dextre d'un lion du même, lampassé, armé et couronné de gueules. |

### Devise
La devise de Saint-Sulpice-le-Verdon : Oncques n'y faillit[réf. nécessaire].

## Politique et administration

### Liste des maires
| Période                                  | Période          | Identité      | Étiquette | Qualité                                                                                |
| ---------------------------------------- | ---------------- | ------------- | --------- | -------------------------------------------------------------------------------------- |
| Mars 1971                                | Mars 2008        | Pierre Geay   | RPR UMP   | Directeur de lycée Conseiller général (1987-2004), élu dans le canton de Rocheservière |
| Mars 2008                                | 31 décembre 2015 | Corinne Ferré |           |                                                                                        |
| Les données manquantes sont à compléter. |                  |               |           |                                                                                        |

### Liste des maires délégués
| Période                                  | Période     | Identité      | Étiquette | Qualité |
| ---------------------------------------- | ----------- | ------------- | --------- | ------- |
| 5 janvier 2016                           | 23 mai 2020 | Corinne Ferré |           |         |
| 23 mai 2020                              | En cours    | Maëlle Charié |           |         |
| Les données manquantes sont à compléter. |             |               |           |         |

## Démographie

### Évolution démographique
L'évolution du nombre d'habitants est connue à travers les recensements de la population effectués dans la commune depuis 1800. À partir du 1er janvier 2009, les populations légales des communes sont publiées annuellement dans le cadre d'un recensement qui repose désormais sur une collecte d'information annuelle, concernant successivement tous les territoires communaux au cours d'une période de cinq ans. 
Pour les communes de moins de 10 000 habitants, une enquête de recensement portant sur toute la population est réalisée tous les cinq ans, les populations légales des années intermédiaires étant quant à elles estimées par interpolation ou extrapolation. Pour la commune, le premier recensement exhaustif entrant dans le cadre du nouveau dispositif a été réalisé en 2005,.
En 2015, la commune comptait 1 036 habitants, en évolution de +29,02 % par rapport à 2008 (Vendée : +5,7 %, France hors Mayotte : +2,49 %).
| 1800 | 1806 | 1821 | 1831 | 1836 | 1841 | 1846 | 1851 | 1856 |
| ---- | ---- | ---- | ---- | ---- | ---- | ---- | ---- | ---- |
| 366  | 421  | 586  | 526  | 529  | 607  | 646  | 647  | 643  |

| 1861 | 1866 | 1872 | 1876 | 1881 | 1886 | 1891 | 1896 | 1901 |
| ---- | ---- | ---- | ---- | ---- | ---- | ---- | ---- | ---- |
| 683  | 690  | 690  | 699  | 722  | 784  | 815  | 826  | 784  |

| 1906 | 1911 | 1921 | 1926 | 1931 | 1936 | 1946 | 1954 | 1962 |
| ---- | ---- | ---- | ---- | ---- | ---- | ---- | ---- | ---- |
| 811  | 775  | 698  | 681  | 681  | 722  | 645  | 653  | 661  |

| 1968 | 1975 | 1982 | 1990 | 1999 | 2005 | 2010 | 2013 | - |
| ---- | ---- | ---- | ---- | ---- | ---- | ---- | ---- | - |
| 632  | 586  | 591  | 592  | 609  | 701  | 901  | 997  | - |

En 2008, Saint-Sulpice-le-Verdon comptait 803 habitants (soit une augmentation de 32 % par rapport à 1999). La commune occupait le 11 407e rang au niveau national, alors qu'elle était au 13 139e en 1999, et le 204e au niveau départemental sur 282 communes.

### Pyramide des âges
La population de la commune est relativement jeune. Le taux de personnes d'un âge supérieur à 60 ans (16,3 %) est en effet inférieur au taux national (21,6 %) et au taux départemental (25,1 %).
Contrairement aux répartitions nationale et départementale, la population masculine de la commune est supérieure à la population féminine (50,5 % contre 48,4 % au niveau national et 49 % au niveau départemental).
La répartition de la population de la commune par tranches d'âge est, en 2007, la suivante :
- 50,5 % d’hommes (0 à 14 ans = 19,5 %, 15 à 29 ans = 20,1 %, 30 à 44 ans = 25,7 %, 45 à 59 ans = 20,9 %, plus de 60 ans = 13,8 %) ;
- 49,5 % de femmes (0 à 14 ans = 19 %, 15 à 29 ans = 21,9 %, 30 à 44 ans = 23,9 %, 45 à 59 ans = 16,4 %, plus de 60 ans = 18,8 %).

| Hommes | Classe d’âge | Femmes |
| ------ | ------------ | ------ |
| 0,0    | 90 ans ou +  | 0,0    |
| 4,5    | 75 à 89 ans  | 7,8    |
| 9,3    | 60 à 74 ans  | 11,0   |
| 20,9   | 45 à 59 ans  | 16,4   |
| 25,7   | 30 à 44 ans  | 23,9   |
| 20,1   | 15 à 29 ans  | 21,9   |
| 19,5   | 0 à 14 ans   | 19,0   |

| Hommes | Classe d’âge | Femmes |
| ------ | ------------ | ------ |
| 0,4    | 90 ans ou +  | 1,2    |
| 7,3    | 75 à 89 ans  | 10,6   |
| 14,9   | 60 à 74 ans  | 15,7   |
| 20,9   | 45 à 59 ans  | 20,2   |
| 20,4   | 30 à 44 ans  | 19,3   |
| 17,3   | 15 à 29 ans  | 15,5   |
| 18,9   | 0 à 14 ans   | 17,4   |

## Lieux et monuments
La commune abrite un monument historique :
- le logis de la Chabotterie, où fut pris le général Charette lors des guerres de Vendée. Édifié entre le XIVe et le XVIe siècle, il a été inscrit par arrêté du 25 juillet 1958[14].

Autres lieux et monuments pittoresques :
- Le Chêne-Chapelle, chêne « millénaire », dont le tronc creux est aménagé en chapelle. Il mesure à sa base 14,50 m de circonférence.
- Statue miraculeuse de Notre-Dame de Saint-Sulpice-le-Verdon en bois, miraculeusement rescapée des flammes lors de l'incendie de l'église pendant les guerres de Vendée.
- Église Saint-Sulpice.

## Personnalités liées à la commune
- Alain de Goué (1879-1918) a écrit une Monographie de Saint-Sulpice-le-Verdon.
- Philippe DANIEAU (Né en 1953) a écrit un ouvrage sur son enfance à St Sulpice le Verdon dans la ferme des forges "Aut'fois à la ferme" 2022